# George Mantello
George Mantello, właśc. György Mandl (ur. 11 grudnia 1901/1903 w Bistriții, zm. 25 kwietnia 1992 w Rzymie) – rumuński Żyd, przedsiębiorca, pracownik Konsulatu Salwadoru w Genewie. Zasłynął ze współpracy z konsulem generalnym Salwadoru José Castellanosem, podczas której przyznawał Żydom dokumenty poświadczające posiadanie lub otrzymanie salwadorskiego obywatelstwa, chroniąc ich przed wywozem do obozów koncentracyjnych.

## Życiorys

### Młodość
Urodził się w 1901 lub 1903 roku w rodzinie ortodoksyjnych Żydów Barucha i Jenty (Idy) Mendlów w Bistriţii, wówczas znajdującej się w Austro-Węgrzech, współcześnie w Rumunii. Dziadek ze strony ojca był spokrewniony z chasydzkim admorem rabinem Yekusielem Teitelbaumem. Miał jeszcze dwóch braci i trzy siostry. Jego rodzina posiadała młyn oraz udziały w banku w Beszterce. Otrzymał religijne wykształcenie, jednak resztę edukacji odbył w świeckich szkołach w Budapeszcie. Tam też zainteresował się syjonizmem rewizjonistycznym i w 1922 roku wraz z lokalną grupą rewizjonistów odbył podróż do Palestyny. W latach 1921-1924 był pracownikiem banku w Wiedniu. W tym samym czasie stał się właścicielem młyna tekstylnego w Bukareszcie. Jego kariera bankowca szybko się rozwijała pomimo panującej w Rumunii niechęci wobec Żydów. W 1927 roku został dyrektorem banku w Szwajcarii. W 1928 poślubił Irenę Berger. Z kolei w 1933 roku założył wspólną działalność ze swoim instruktorem wojskowym, generałem Dragenescu i wykładowcą prawa w rumuńskich szkołach wojskowych kapitanem Vasilescu. W latach 30. XX wieku podczas swoich podróży poznał salwadorskiego dyplomatę José Castellanosa. W 1938 roku przebywał w Austrii podczas Anschlussu, a w 1939 roku był świadkiem wkroczenia Niemców do Pragi.

### 1939 rok i okres wojny
W 1939 roku Castellanos mianował go honorowym konsulem Salwadoru na Węgry, Rumunię i Czechosłowację w Genewie. Wtedy też zmienił swoje imię i nazwisko na George Mantello pasujące do otrzymanego salwadorskiego paszportu dyplomatycznego. W 1941 roku postanowił zamknąć swoje przedsiębiorstwa w Europie Wschodniej. W grudniu tego samego roku Salwador postanowił zmienić sojusze i wypowiedział wojnę państwom Osi. Sprawiło to, że stał się przedstawicielem wrogiej siły, jednak wciąż był dyplomatą. Mimo to, jego żydowskie pochodzenie sprawiło, że w 1942 roku został zatrzymany w Belgradzie i umieszczono go w areszcie w Zagrzebiu, skąd uciekł do Bukaresztu, a stamtąd, używając fałszywych danych rumuńskiego wojskowego  przedostał się do Szwajcarii. Po przyjeździe został mianowany pierwszym sekretarzem Konsulatu Salwadoru w Genewie. Wtedy też dowiedział się o tym, jak wielu Żydów próbowało otrzymać obywatelstwa lub wizy państw spoza Europy, żeby móc uciec przed prześladowaniami. Wraz z Castellanosem zaangażował się w pozyskiwanie dokumentów poświadczających posiadanie lub otrzymanie obywatelstwa Salwadoru. Początkowo pozyskiwał je za prywatne, zaoszczędzone pieniądze. Dokumenty najpierw trafiały do Polski, Holandii, Belgii, Francji i Słowacji. Otrzymanie takich zaświadczeń pozwalało na zwolnienie z getta oraz odstąpienie od obowiązku noszenia żółtej gwiazdy na ubraniach. Oprócz tego wielu Żydów otrzymywało salwadorskie paszporty. Mimo podejrzeń i wątpliwości co do legalności nabycia takich dokumentów, Niemcy respektowali je, ponieważ obawiali się o los swoich obywateli przebywających w państwach Ameryki Środkowej lub Południowej. W 1944 roku postanowił przeciwdziałać transportom Adolfa Eichmanna z Budapesztu do Auschwitz. W tym celu zorganizował grupę, która nie tylko rozprowadzała dokumenty, ale także je fałszowała. W tym celu nawiązano współpracę z wieloma organizacjami żydowskimi w całej Europie, aby pozyskiwać dokumenty tożsamości i zdjęcia. Cała ta operacja była finansowana z prywatnych pieniędzy Mantella, który nie pobierał opłat za dokumenty, certyfikaty i wizy. 22 maja 1944 roku rodzina Mantella z Rumunii i Węgier została wywieziona do Auschwitz. Mantello wraz z synem i rumuńskim dyplomatą Florianem Manoliu zredagowali i upublicznili przygotowane przez słowackich Żydów „Protokoły z Auschwitz”, które dokumentowały i przedstawiały zbrodnie niemieckie. Na ich podstawie Szwecja, Stany Zjednoczone, Wielka Brytania, Czerwony Krzyż rozpoczęły kampanię nacisków na rząd admirała Miklósa Horthyego, co poskutkowało wstrzymaniem deportacji węgierskich Żydów. Szacuje się, iż Castellanos i Mantello uratowali od 20 000 do 40 000 Żydów.

### Po wojnie
Po zakończeniu II wojny światowej zajął się filantropią i prowadzeniem biznesu. Mimo zasług zarzucano mu, iż udzielana pomoc wynikała z chęci uzyskania osobistych zysków. Swoich racji udało mu się dowieść na drodze sądowej. Ożenił się drugi raz. Z tego małżeństwa urodził mu się syn i córka. Zmarł w 1992 roku w Rzymie.